# Kellie Harrington
Kellie Anne Harrington, född 11 december 1989 i Dublin, är en irländsk boxare.
Hon började med boxning när hon var 15 år gammal. I de nationella mästerskapen blev hon 9 gånger i olika viktklasser mästare. Vid Världsmästerskapen i amatörboxning vann hon 2016 en silvermedalj och 2018 guldmedaljen.
Harringtons största framgång är vinsten av guldmedaljen i lättvikt vid Olympiska sommarspelen 2020 i Tokyo. Hon vann finalen mot Beatriz Ferreira från Brasilien med 5:0.